# الرسالة التبوكية (كتاب)
الرسالة التبوكية، هو كتاب لمحمد بن أبي بكر ابن قيم الجوزية (ت: 751هـ)، ويشتمل الكتاب على موضوعات مهمة بدأها ابن قيم الجوزية بتفسير  قوله تعالى: ﴿وَتَعَاوَنُوا عَلَى الْبِرِّ وَالتَّقْوَى وَلَا تَعَاوَنُوا عَلَى الْإِثْمِ وَالْعُدْوَانِ﴾ [المائدة:2]، وذكر أنواع التعاون، وأن من أجل وأعظم التعاون على البر والتقوى: التعاون على سفر الهجرة إلى الله ورسوله باليد واللسان والقلب، وتطرق فيه إلى موضوع السعادة وكمالها، كما فسر الآيات (24-30) من سورة الذاريات.

## زمن التأليف والتسمية
هذه الرسالة كتبها ابن قيم الجوزية في المحرم من سنة 733هـ في تبوك، وأرسلها إلى أصحابه في بلاد الشام، فسميت بالتبوكية.

## الموضوع العام للكتاب
هذه الرسالة فسر فيها المؤلف قوله تعالى: ﴿وَتَعَاوَنُوا عَلَى الْبِرِّ وَالتَّقْوَى وَلَا تَعَاوَنُوا عَلَى الْإِثْمِ وَالْعُدْوَانِ﴾ [المائدة:2]، وذكر أنواع التعاون، وأن من أجل وأعظم التعاون على البر والتقوى: التعاون على سفر الهجرة إلى الله ورسوله باليد واللسان والقلب، وزاده: العلم الموروث عن النبي صلى الله عليه وسلم، وطريقه: بذل الجهد واستفراغ الوسع، ومركبه: صدق اللجأ إلى الله والانقطاع إليه بالكلية، وتحقيق الافتقار إليه من كل وجه، كما فسر الآيات (24-30) من سورة الذاريات، وتناول ابن قيم الجوزية فيها أيضا: موضوع السعادة، ماهيتها وطريقة الوصول إليها.

## منهجه في الكتاب
1. يذكر ابن قيم الجوزية الآية ثم يفسرها باستفاضة.
2. يذكر الموضوع متسلسلا، بحيث يبدأ الكلام في فصل ويكمله في فصل آخر.

## محتويات الكتاب
يحتوي الكتاب على ثلاثة عشر فصلا، تناول المؤلف فيها عددًا من الموضوعات، وتتمثل في التالي:
- الفصل الأول: بدأه بقوله تعالى: ﴿وَتَعَاوَنُوا عَلَى الْبِرِّ وَالتَّقْوَى وَلَا تَعَاوَنُوا عَلَى الْإِثْمِ وَالْعُدْوَانِ﴾ [المائدة:2] وتكلم عن تفسير الآية بإسهاب.
- الفصل الثاني: ذكر فيه حكم العبد فيما بينه وبين الناس وما بينه وبين الله، وكان هذا الفصل بمثابة توطئة للفصل الذي بعده.
- الفصل الثالث: في الهجرة إلى الله ورسوله، وهي هجرة بالقلب لا بالبدن، وهي الهجرة الحقيقية، وهي الأصل وهجرة الجسد تابعة لها، وقد تناول فيه مبدأ الهجرة ومنتهاها، والفرار من الله إليه.
- الفصل الرابع: الهجرة بين القوة والضعف، وأوضح فيه أنها مرتبطة بداعي المحبة في قلب العبد، ثم فصل نوعيها وهما: الهجرة العارضة والدائمة.
- الفصل الخامس: الهجرة إلى الرسول محمد صلى الله عليه وسلم، عرف فيه هذه الهجرة، وتناول مسألة التأكيد على اتباع الرسول صلى الله عليه وسلم، وصدق حبه، وقد تكلم باستفاضة عن قوله تعالى: ﴿النَّبِيُّ أَوْلَى بِالْمُؤْمِنِينَ مِنْ أَنْفُسِهِمْ﴾ [الأحزاب:6]، كما تكلم عن قوله تعالى: ﴿يَا أَيُّهَا الَّذِينَ آمَنُوا كُونُوا قَوَّامِينَ لِلَّهِ شُهَدَاءَ بِالْقِسْطِ وَلَا يَجْرِمَنَّكُمْ شَنَآنُ قَوْمٍ عَلَى أَلَّا تَعْدِلُوا اعْدِلُوا هُوَ أَقْرَبُ لِلتَّقْوَى وَاتَّقُوا اللَّهَ إِنَّ اللَّهَ خَبِيرٌ بِمَا تَعْمَلُونَ ۝٨﴾ [المائدة:8].
- الفصل السادس: معركة الأتباع والمتبوعين، وفيه وضح ابن القيم حكم الأتباع والمتبوعين المشتركين في الضلالة، وهم الأتباع الأشقياء.
- الفصل السابع: الأتباع السعداء، وأوضح فيه نوعا الأتباع السعداء، الأول: أتباع لهم حكم الاستقلال وهم الذين قال الله عزوجل فيهم: ﴿وَالسَّابِقُونَ الْأَوَّلُونَ مِنَ الْمُهَاجِرِينَ وَالْأَنْصَارِ وَالَّذِينَ اتَّبَعُوهُمْ بِإِحْسَانٍ رَضِيَ اللَّهُ عَنْهُمْ وَرَضُوا عَنْهُ﴾ [التوبة:100].
- الفصل الثامن: ذكر فيه النوع الثاني من الأتباع، وهم: أتباع المؤمنين الذين لم يثبت لهم حكم التكليف في دار الدنيا.
- الفصل التاسع: عاد إلى الهجرة إلى الله ورسوله، وتناول زاد هذا السفر، وأنه هو العلم الموروث عن الرسول محمد صلى الله عليه وسلم.
- الفصل العاشر: تدبر القرآن الكريم، حيث يرى ابن القيم أنه لا يستقيم القلب إلا به.
- الفصل الحادي عشر: ذكر في هذا الفصل كيفية تدبر القرآن والإشراف على عجائبه وكنوزه، وتحدث باستفاضة عن معاني قوله تعالى: ﴿هَلْ أَتَاكَ حَدِيثُ ضَيْفِ إِبْرَاهِيمَ الْمُكْرَمِينَ ۝٢٤﴾ [الذاريات:24] إلى قوله تعالى: ﴿قَالُوا كَذَلِكِ قَالَ رَبُّكِ إِنَّهُ هُوَ الْحَكِيمُ الْعَلِيمُ ۝٣٠﴾ [الذاريات:30]، وهو بذلك يقدم تطبيقا عمليًّا لكيفية تدبر آيات القرآن.
- الفصل الثاني عشر: ذكر فيه إعراض القلب عن الملهيات، وحث على الصحبة الصالحة التي تحيي القلب وتبلغه مقصده من السفر.
- الفصل الثالث عشر: معاملة الله، والانقطاع إليه بالكلية.

## سمات الكتاب
من يقرأ الكتاب يلاحظ أن الكتاب متسم بالآتي:
1. توسع المؤلف في تفسير بعض الآيات، بحيث لا يجد الإنسان تفسيرا لابن قيم الجوزية لهذه الآيات بشكل أفضل مما ذكره هنا.
2. أودع فيه ابن قيم الجوزية فلسفته الخاصة في هجرة القلب إلى الله ورسوله.
3. الكتاب مختص بالسلوك والأخلاق، وميزته أنه مبني على القرآن والسنة.
4. قدم فيه ابن قيم الجوزية تطبيقا عمليا لتدبر القرآن الكريم.

## طبعات الكتاب
طبع الكتاب عدة طبعات، وهي:
1. طبعة المطبعة السلفية بمكة المكرمة سنة 1347هـ بعناية الشيخ: عبد الظاهر أبي السمح، تحت عنوان: «الرسالة التبوكية».
2. طبعة مكتبة المنار عام 1410هـ، تحقيق: حماد سلامة، والدكتور: محمد عويضة.
3. طبعة مكتبة الخراز ودار ابن حزم سنة 1419هـ، بتحقيق الشيخ: سليم الهلالي.
4. طبعة وزارة المعارف السعودية، قدم له وقرأه: محمد بن جميل غازي، تحت عنوان: «زاد المهاجر إلى ربه».
5. طبعة دار عالم الفوائد، تحقيق: محمد عزير شمس. (ضمن مجموع الرسائل)، [آثار الإمام ابن قيم الجوزية وما لحقها من أعمال (4)].
6. طبعة دار عطاءات العلم، الرياض، وهي إعادة لطبعة دار عالم الفوائد.